# 理查德·德魯
理查德·德鲁（Richard Drew，1946年12月6日—）是美联社攝影記者。 2001年，他拍摄了照片“墜落的人”，記錄了一名男子在九一一袭击事件當天從紐約市世界贸易中心跳樓的照片。2007年9月10日，一部关于該照的纪录片9/11: The Falling Man在探索时代频道首播。
此外德鲁還是罗伯特·F·肯尼迪遇刺案發生時在场的四名新闻摄影师之一。
德鲁担任美联社摄影师有40多年，他与妻子和两个女儿住在美國纽约市。